# Giuseppe-Motta-Medaille
Die Giuseppe-Motta-Medaillen werden seit 2004 jedes Jahr durch das Geneva Institute for Democracy and Development (GIDD) an Menschen weltweit vergeben, die sich in aussergewöhnlicher Weise für die Förderung von Frieden und Demokratie, Menschenrechte und nachhaltige Entwicklung einsetzten. Die Auszeichnung ist nach Giuseppe Motta (1871–1940) benannt, einem Schweizer Politiker, der fünfmal Bundespräsident der Schweiz, Präsident der Versammlung des Völkerbundes und Mitglied des Schweizer Bundesrates war.
Nach einem Nominierungsverfahren wird die Auszeichnung jedes Jahr in drei Kategorien vergeben:
- Unterstützung für Frieden und Demokratie
- Schutz der Menschenrechte
- Arbeit für nachhaltige Entwicklung[2]

## Preisträger
| Year | Förderung von Frieden und Demokratie | Schutz der Menschenrechte | Arbeit für nachhaltige Entwicklung |
| ---- | ------------------------------------ | ------------------------- | ---------------------------------- |
| 2004 | Arthur Simon                         | Elena Bonner              | Geoffrey Ballard                   |
| 2005 | Violeta Chamorro                     | Kim Seong-min             | Jonathon Porritt                   |
| 2006 | Nelson Mandela                       | Alirio Uribe Muñoz        | Joan Bavaria                       |
| 2007 | Vicente Fox Quesada                  | Desmond Tutu              | James Harris Simons                |
| 2008 | Václav Havel                         | Solange Pierre            | Junichi Fujino                     |
| 2009 | Martin C. M. Lee                     | Nadera Shalhoub-Kevorkian | Al Gore                            |
| 2010 | Richard von Weizsäcker               | Liu Xiaobo                | Charles G. Koch                    |
| 2011 | José Maria Gil-Robles Gil-Delgado    | Nasrin Sotoudeh           | Ernesto Bertarelli                 |
| 2012 | Soon Ok Lee                          | Abel Barrera Hernández    | Richard Branson                    |
| 2013 | Aung San Suu Kyi                     | Guillermo Fariñas         | Alessandro Carlucci                |
| 2014 | Angela Merkel                        | Denis Mukwege             | Naomi Klein                        |
| 2015 | Tawakkol Karman                      | Michel Forst              | Jeremy Leggett                     |
| 2016 | Giorgi Margwelaschwili               | Amina Mohammed            | Joan Carling                       |
| 2017 | Kolinda Grabar-Kitarović             | Bianca Jagger             | Vandana Shiva                      |
| 2018 | David McAllister                     | Nadia Murad               | Christiana Figueres                |
| 2019 | Zuzana Čaputová                      | Bryan Stevenson           | Greta Thunberg                     |
| 2020 | Sviatlana Tsikhanouskaya             | Ai Weiwei                 | Johan Rockström                    |
| 2021 | Maria Ressa                          | Marielle Franco           | Sandra Steingraber                 |
| 2022 | Wolodymyr Selenskyj                  | Ales Bialiatski           | Kate Raworth                       |
| 2023 | Ellen Johnson Sirleaf                | Denis Mukwege             | Melinda Gates                      |

## Fussnoten
1. ↑  Giuseppe Motta Medal, 22. Februar 2014, abgerufen am 30. März 2024
2. ↑  Giuseppe Motta Medal - Winners, 22. Februar 2014, abgerufen am 30. März 2024